# 谷良一
谷 良一（たに りょういち） は株式会社よしもとプロダクツの代表取締役会長。吉本興業ホールディングスの取締役。島田紳助とともにM-1グランプリの立ち上げに関わった。

## 経歴
滋賀県出身。滋賀県立彦根東高等学校、京都大学文学部国文科を卒業後、1981年に吉本興業に入社。
横山やすし・西川きよしのマネージャーを振り出しに、数多くのタレントのマネージャーを歴任。太平サブロー・シロー、西川のりお・上方よしおのマネージャーを務める。その後東京に異動し、渋谷公園通り劇場支配人。
2001年、島田紳助とともに「若手漫才師を対象にした漫才コンクール」を企画。当時オートバックスセブンの代表取締役であった住野公一との会談でスポンサー契約を勝ち取り、『M-1グランプリ』を開催に導いた。以降もM-1グランプリの企画・制作に携わり、一旦終了となった2010年までプロデューサーを務めた。
2008年10月より、株式会社よしもとファンダンゴ代表取締役社長。その後、株式会社よしもとクリエイティブエージェンシー専務取締役、株式会社よしもとデベロップメンツ代表取締役社長を経て現職。
自身のブログでは復活後のM-1グランプリについてもふれている。

## 担当番組

### 過去
- M-1グランプリ（2001年－2010年）
- 恋のから騒ぎ
- ナンバ壱番館
- R-1ぐらんぷり